# Jesús Velasco
Jesús Velasco Tejada (Toledo, 2 gennaio 1967) è un allenatore di calcio a 5 ed ex giocatore di calcio a 5 spagnolo, attuale commissario tecnico della Nazionale maschile di calcio a 5 della Spagna.

## Biografia
Nel 1993 si laurea in educazione fisica presso l'INEF di Madrid.

## Carriera

### Giocatore
Come giocatore milita fino al 1991 in Liga Nacional de Fútbol Sala nella Division de Honor, con il Toledart.

### Allenatore

#### Gli inizi in Spagna
Nel 1992 passa al ruolo tecnico dapprima nel Caja Toledo come assistente, poi al CCM, al CLM Talavera, all'Extremadura, venendo chiamato infine nel 1998-1999 nella squadra nazionale spagnola Under 18.

#### Il decennio in Italia
Nel corso della stessa stagione passa dall'Extremadura al Torino con cui si laurea Campione d'Italia e vince anche la Supercoppa. È stato il primo allenatore non italiano a vincere lo scudetto. Nella stagione successiva ritorna in Spagna per guidare lo Xota, ma a Natale accetta di tornare in Italia come allenatore del Petrarca, in massima divisione.
Terminata l'esperienza euganea Velasco accetta di guidare il Prato. Allena per 5 anni i toscani vincendo 2 scudetti, 2 Coppe Italia e 2 Supercoppe.
Nel 2005-06 torna in Veneto, questa volta alla Luparense; il primo anno vince la Coppa Italia domina tutta la stagione regolare ma viene eliminato in semifinale play-off dai rivali dell'Arzignano.
La stagione 2006-07 perde Supercoppa e Coppa Italia, ma, battendo in finale la Lazio conquista il suo quarto scudetto personale, nonché il primo della squadra di San Martino di Lupari.
Nel 2007-08 conquista il treble nazionale (record ancora imbattuto sia come club che come allenatore), portando a casa scudetto, Coppa Italia e Supercoppa.
La stagione 2008-2009 è contrassegnata da un'altra Supercoppa e un altro scudetto, il sesto personale (primato nazionale), vinto contro il Montesilvano. Al termine della finale dichiara in diretta Rai di voler tornare ad allenare in Spagna.

#### Il ritorno in Spagna
Nel 2009 diventa il nuovo allenatore del Segovia, squadra che allena per 3 stagioni, conquistando nel 2011 la finale di Primera División, persa contro il Barcellona.
Nel 2012, è nominato allenatore dell'Inter Fútbol Sala; con i madrileni vince 4 campionati e, nel 2017 ad Almaty, la prima Coppa UEFA della sua carriera. Il 1º novembre 2024 Velasco è nominato commissario tecnico della Spagna in sostituzione del dimissionario Vidal. 

## Palmarès

### Competizioni nazionali
- Campionato spagnolo: 7
Inter: 2013-14, 2014-15, 2015-16, 2016-17, 2017-18
Barcellona: 2021-22, 2022-23

- Campionato italiano: 6
Torino: 1998-99
Prato: 2001-02, 2002-03
Luparense: 2006-07, 2007-08, 2008-09

- Coppa di Spagna: 5
Inter: 2013-14, 2015-16, 2016-17
Barcellona: 2021-22, 2023-24

- Coppa Italia: 4
Prato: 2001-02, 2003-04
Luparense: 2005-06, 2007-08

- Coppa del Re: 2
Inter: 2014-15
Barcellona: 2022-23

- Supercoppa di Spagna: 5
Inter: 2015, 2017, 2018
Barcellona: 2021, 2022
- Supercoppa italiana: 5
Torino: 1998
Prato: 2002, 2003
Luparense: 2007, 2008

### Competizioni internazionali
- Coppa UEFA: 2
Inter: 2016-17, 2017-18
- UEFA Champions League: 1
Barcellona: 2021-22

### Individuale
- Futsal Awards: 5
Miglior allenatore di club: 2014, 2015, 2016, 2017, 2018